# Waimea Stream
Der Waimea Stream ist ein schmaler Fluss in der Region Southland auf der Südinsel von Neuseeland.

## Geographie
Der Waimea Stream entspringt rund 3,5 km nordöstlich von Lumsden und mündet rund 1,5 km östlich von Mandeville in den Mataura River. Der Stream erstreckt sich über rund 56 km durch die Waimea Plains und wurde größtenteils begradigt.

## Netzung
Der Fluss ist ebenso wie der Mataura River und seine anderen Nebenflüsse ein bekanntes Gewässer zum Forellenangeln.